# Coupe d'Allemagne de rugby à XV
La Coupe d'Allemagne de rugby à XV (en allemand : DRV-Pokal) est une compétition annuelle mettant aux prises les meilleurs clubs de rugby en Allemagne.
En octobre 2009, la DRV a proposé de réformer les compétitions nationales après 2010 et de supprimer la DRV-Pokal et la Liga-Pokal
. Toutefois, ces propositions n'ont pas été suivies et ces 2 compétitions ont malgré tout eu lieu (l'édition 2010-11 se déroula en octobre 2010) durant cette période, mais pas en 2011-12. La DRV-Pokal reprit ses droits lors la saison 2012-13, aujourd'hui disputée par les équipes non qualifiées pour le deuxième tour de la saison et les meilleurs clubs de 2. Bundesliga.

## Histoire
La DRV-Pokal a été créée en 1962 à l'initiative  président de la DRV, Heinz Reinhold. À l'origine, le trophée du vainqueur était une représentation photographique de la Porte de Brandebourg, un symbole important de la guerre froide en Allemagne. 

## Format
En 2008-09, 16 équipes ont pris part à la compétition et les matchs se sont joués par élimination directe
. En 2010-11, la compétition a été jouée selon un format différent, en octobre 2010, avec 4 équipes disputant un tournoi final. Alors une interruption d'un an en 2011-12, la compétition revient en 2012-13 et se déroule entre les moins bonnes équipes de la phase préliminaire de la 1. Bundesliga et les huit meilleurs 2èmes de la 2. Bundesliga.
Après une nouvelle réforme en 2015, le DRV-Pokal est désormais réservé aux équipes non qualifiées pour la phase finale du championnat allemand, signifiant ainsi que les équipes classées de la troisième à la huitième place dans chacune des deux divisions régionales y participent.

## Palmarès
| Année             | Edition | Vainqueur             | Score       | Finaliste           |
| ----------------- | ------- | --------------------- | ----------- | ------------------- |
| 1962              | 1re     | SV Odin Hannover (de) | 3 - 0       | TSV Victoria Linden |
| 1963              | 2e      | SV Odin Hannover      | 0 - 0       | TSV Victoria Linden |
| 1964              | 3e      | SC Neuenheim          | 9 - 6       | TSV Victoria Linden |
| 1965              | 4e      | TSV Victoria Linden   | 9 -3        | VfR Döhren          |
| 1966              | 5e      | TSV Victoria Linden   | 11 - 9      | SC Elite            |
| 1967              | 6e      | RG Heidelberg         | 9 - 3       | SV Odin Hannover    |
| 1968              | 7e      | SC Germania List      | 11 - 9      | SV Odin Hannover    |
| 1969              | 8e      | DSV 78 Hanovre        | 9 - 6       | TSV Victoria Linden |
| 1970              | 9e      | SV 08 Ricklingen      | 14 - 11     | DSV 78 Hanovre      |
| 1971              | 10e     | SC Germania List      | 15 - 0      | TSV Victoria Linden |
| 1972              | 11e     | DSV 78 Hanovre        | 17 - 7      | TSV Victoria Linden |
| 1973              | 12e     | Heidelberger RK       | 18 - 9      | DSV 78 Hanovre      |
| 1974              | 13e     | DSV 78 Hanovre        | 17 - 3      | RG Heidelberg       |
| 1975              | 14e     | SC Neuenheim          | 15 - 0      | RG Heidelberg       |
| 1976              | 15e     | Heidelberger RK       | 36 - 6      | TSV Victoria Linden |
| 1977              | 16e     | SC Germania List      | 22 - 6      | RG Heidelberg       |
| 1978              | 17e     | SV 08 Ricklingen      | 6 - 0       | TSV Handschuhsheim  |
| 1979              | 18e     | DSV 78 Hanovre        | 16 - 3      | FV 1897 Linden      |
| 1980              | 19e     | SC Germania List      | 7 - 3       | RG Heidelberg       |
| 1981              | 20e     | DSV 78 Hanovre        | 28 - 12     | DRC Hannover        |
| 1982              | 21e     | TSV Victoria Linden   | 9 - 3       | RG Heidelberg       |
| 1983              | 22e     | DSV 78 Hanovre        | 17 - 3      | Berlin RC           |
| 1984              | 23e     | DSV 78 Hanovre        | 14 - 10     | SV 08 Ricklingen    |
| 1985              | 24e     | DSV 78 Hanovre        | 9 - 3       | TSV Victoria Linden |
| 1986              | 25e     | RG Heidelberg         | 13 - 3      | DRC Hannover        |
| 1987              | 26e     | -                     | Non disputé | -                   |
| 1988              | 27e     | SC Neuenheim          | 16 - 0      | Berlin RC           |
| 1989              | 28e     | TSV Victoria Linden   | 13 - 9      | SV 08 Ricklingen    |
| 16 mai 1990       | 29e     | DSV 78 Hanovre        | 13 - 6      | RG Heidelberg       |
| 12 juin 1991      | 30e     | TSV Victoria Linden   | 14 - 10     | SC Neuenheim        |
| 19 avril 1992     | 31e     | TSV Victoria Linden   | 9 - 6       | SC Neuenheim        |
| avril 1993        | 32e     | TSV Victoria Linden   | 15 - 12     | DSV 78 Hanovre      |
| 4 décembre 1994   | 33e     | SC Neuenheim          | 24 - 15     | TSV Victoria Linden |
| 16 juillet 1995   | 34e     | RG Heidelberg         | 26 - 6      | SC Neuenheim        |
| 7 juillet 1996    | 35e     | DSV 78 Hanovre        | 17 - 9      | RG Heidelberg       |
| 13 septembre 1997 | 36e     | RG Heidelberg         | 37 - 13     | DRC Hannover        |
| 14 juin 1998      | 37e     | DSV 78 Hanovre        | 29 - 23     | SC Neuenheim        |
| 26 juin 1999      | 38e     | SC Neuenheim          | 16 - 9      | DSV 78 Hanovre      |
| 1er juin 2000     | 39e     | SC Germania List      | 18 - 8      | DSV 78 Hanovre      |
| 24 mai 2001       | 40e     | SC Neuenheim          | 25 - 7      | TSV Victoria Linden |
| 22 juin 2002      | 41e     | DRC Hannover          | 18 - 11     | SC Neuenheim        |
| 28 juin 2003      | 42e     | DRC Hannover          | 68 - 3      | Heidelberger RK     |
| 26 juin 2004      | 43e     | RG Heidelberg         | 23 - 20     | DRC Hannover        |
| 25 juin 2005      | 44e     | TSV Handschuhsheim    | 21 - 18     | DRC Hannover        |
| 8 juillet 2006    | 45e     | DRC Hannover          | 25 - 21     | RG Heidelberg       |
| 26 mai 2007       | 46e     | SC 1880 Frankfurt     | 18 - 13     | RG Heidelberg       |
| 1er mai 2008      | 47e     | TSV Handschuhsheim    | 24 - 23     | RG Heidelberg       |
| 30 mai 2009       | 48e     | SC 1880 Frankfurt     | 56 - 24     | TSV Handschuhsheim  |
| 26 juin 2010      | 49e     | SC 1880 Frankfurt     | 20 - 12     | SC Neuenheim        |
| 16 octobre 2010   | 50e     | Heidelberger RK       | 29 - 0      | SC 1880 Frankfurt   |
| 2012              | 51e     | -                     | Non disputé | -                   |
| 15 juin 2013      | 52e     | TSV Handschuhsheim    | 42 - 10     | Heidelberger TV     |
| 28 juin 2014      | 53e     | Heidelberger TV       | 11 - 5      | RC Rottweil (de)    |
| 23 mai 2015       | 54e     | Heidelberger TV       | 30 - 12     | RC Rottweil         |
| 26 juin 2016      | 55e     | SC Neuenheim          | 16 - 14     | TSV Handschuhsheim  |
| 1er avril 2017    | 56e     | TV Pforzheim          | 50 - 18     | SC 1880 Frankfurt   |
| 14 juillet 2018   | 57e     | RG Heidelberg         | 56 - 17     | TV Pforzheim        |
| 29 juin 2019      | 58e     | RC Leipzig            | 56 - 22     | RK 03 Berlin        |
| 2020              | 59e     | -                     | -           | -                   |

## Bilan
| Club                | Titre(s) | Premier(s) - Dernier(s) |
| ------------------- | -------- | ----------------------- |
| DSV 78 Hanovre      | 11       | 1969-1998               |
| TSV Victoria Linden | 7        | 1965-1993               |
| SC Neuenheim        | 7        | 1965-2016               |
| RG Heidelberg       | 6        | 1967-2018               |
| SC Germania List    | 5        | 1968-2000               |
| SC 1880 Frankfurt   | 3        | 2007-2010               |
| TSV Handschuhsheim  | 3        | 2005-2013               |
| DRC Hannover        | 3        | 2002-2006               |
| Heidelberger RK     | 3        | 1973-2010               |
| SV Odin Hannover    | 2        | 1962-1963               |
| SV 08 Ricklingen    | 2        | 1970-1978               |
| Heidelberger TV     | 2        | 2014-2015               |
| TV Pforzheim        | 1        | 2017                    |
| RC Leipzig          | 1        | 2019                    |